# 川島眞
川島 眞（かわしま まこと、1952年4月4日-）は、日本の医師（皮膚科医）。東京女子医科大学名誉教授。東京薬科大学客員教授。
医療法人社団ウェルエイジング・医療法人翠奏会・医療法人リアルエイジ静哉会の総院長、Dクリニックグループ代表。その他、NPO法人フューチャー・メディカル・ラボラトリー理事長、日本美容皮膚科学会名誉会員(前理事長)、一般社団法人日本コスメティック協会理事長、NPO法人皮膚の健康研究機構副理事を務める。

## 略歴
- 1978年 東京大学医学部医学科卒業。東京大学附属病院にて、皮膚科の研修を行う。
- 1984年 パリ市パスツール研究所に留学。皮膚ガンとヒト乳頭腫ウイルスの関係性を見つけ、2年後に帰国。
- 1987年 東京女子医科大学皮膚科講師となる。ウイルス研究から、アトピー性皮膚炎の治療・研究へ移行。
- 1988年 東京女子医科大学皮膚科助教授となる。
- 1992年 東京女子医科大学皮膚科教授となる。
- 2018年 医療法人社団ウェルエイジング・医療法人翠奏会・医療法人リアルエイジ静哉会 総院長に就任。

## 所属学会
- 日本乾癬学会
- 日本香粧品学会
- 日本皮膚科学会
- 日本性感染症学会
- 日本皮膚アレルギー学会
- 日本美容皮膚科学会

## 主な研究分野
アトピー性皮膚炎をはじめ、美容、皮膚ウイルス感染症、接触皮膚炎などを主に研究。
- 「ヒト乳頭腫ウイルスとがん」の研究において世界トップレベルのパリのラボに参加し、約2年間ひたすら研究だけに没頭し、皮膚がんに関係する新しい『ヒト乳頭腫ウイルス（HPV）』34型、36型を世界で初めて見つけることに成功。日本に帰国後、日本皮膚科学会の教育講演で「ヒト乳頭腫ウイルスと皮膚がん」という研究成果を報告。同学会では、最年少（当時34歳）での教育講演となる[4]。
- 1991年、東京女子医科大学病院でアトピー性皮膚炎を専門に研究。その際、大手企業との共同研究により、アレルギーの典型的な疾患だと言われていたアトピー性皮膚炎の新たな原因を発見。アトピー性皮膚炎の患者は共通して『肌のバリア機能』（肌のうるおいを蓄え、乾燥と外部刺激から肌を守る役割のこと）が低下しており、それは角質層を埋めている脂質の「セラミドの減少による」ものだと解明[4]。ステロイドなどの外用薬により炎症を鎮静化させるとともに、その後の保湿薬によるスキンケアの重要性を提唱してきた。また、重症の成人患者では、人間関係や仕事上のストレスが悪化因子となって掻破行動が繰り返されることを指摘。

## 論文など
- 川島眞, 沼野香世子, 石崎千明「アトピー性皮膚炎患者の皮膚生理学的機能異常に対する保湿剤の有用性」『日本皮膚科学会雑誌』第117巻第6号、日本皮膚科学会、2007年、969-977頁、doi:10.14924/dermatol.117.969、ISSN 0021-499X、NAID 130004708525。, (要購読契約)
- 2018年4月発売、医学雑誌『Bella Pelle』2018年増刊号（Vol.3 Suppl.1）[5]
- 2019年2月15日発売、フリーペーパー『ゴールデンライフ』102号[6]
- 2019年8月10日発売、医学雑誌『Bella Pelle』（Vol.4 No.3）[7]

## 著書

### 単著
- 『アトピー性皮膚炎がよくわかる本 : こうすれば長引かない、早くよくなる!』[8]（小学館、1999年8月）
- 『皮膚に聴くからだとこころ』[9]（PHP研究所、2013年08月）
- 『化粧品を正しく使えばあなたはもっとキレイになる。』[10]（幻冬舎、2014年3月）
- 『美肌の教科書―「最新皮膚科学」でわかったスキンケア84の正解』[11]（主婦と生活社、2014年11月）
- 『やさしく学べる必須皮膚疾患 改訂版』[12]（メディカルレビュー社、2018年10月）

### 共著・監修
- 『メスを用いないシワ治療－失敗しないボツリヌス療法』[13]（MPR株式会社、2011年6月）